# Ludwig von Doetinchem de Rande (der Jüngere)
Karl Abert Ludwig Vollrad von Doetinchem de Rande (* 16. November 1864 in Sangerhausen, Provinz Sachsen; † 4. März 1941 in Potsdam) war ein preußischer Regierungsdirektor und Landrat.

## Leben
Er entstammte einer ursprünglich in der Stadt Doetinchem in Gelderland ansässigen Familie und war der Sohn des seit 1862 tätigen königlich-preußischen Landrats Ludwig von Doetinchem de Rande (1826–1899) und der Minna Lüttich (1830–1919).
Doetinchem war preußischer Major der Reserve und Rechtsritter des Johanniterordens. Im Jahr 1900 wurde er königlich-preußischer Landrat des Landkreises Ilfeld im Regierungsbezirk Hildesheim (Provinz Hannover).
Er heiratete am 5. Dezember 1907 in Berlin Dagmar von Busse (* 20. Juni 1877 auf Gut Ossen, Landkreis Groß Wartenberg; † 12. November 1966 in Stuttgart), die Tochter des preußischen Landrats und Landesältesten Richard von Busse, Gutsherr auf Bischdorf (Landkreis Groß Wartenberg) und Naurath (Kreis Kempen in Posen), und der Elsbeth von Rathenow.
Ludwig von Doetinchem de Rande war auch als Familiengenealoge aktiv.